# Pyrausta issykkulensis
Pyrausta issykkulensis is een vlinder van de familie van de grasmotten (Crambidae). De wetenschappelijke naam van deze soort is voor het eerst voorgesteld als Botys issykkulensis door Christian Johannes Amandus Sauber in een publicatie uit 1899.
De soort komt voor in Kirgizië en is voor het eerst ontdekt in Ysykköl waarnaar deze soort is vernoemd.